# Gebrüder Pfister
Das Schweizer Architekturbüro Gebrüder Pfister bestand aus Otto Pfister (* 31. Dezember 1880 in Fällanden; † 7. Mai 1959 in Zürich) und Werner Pfister (* 27. April 1884 in Fällanden; † 11. Februar 1950 in Zürich). Die Brüder führten das auftragsstärkste Architekturbüro in der ersten Hälfte des 20. Jahrhunderts in Zürich und prägen mit ihren Bauten entscheidend das Erscheinungsbild der Stadt mit.

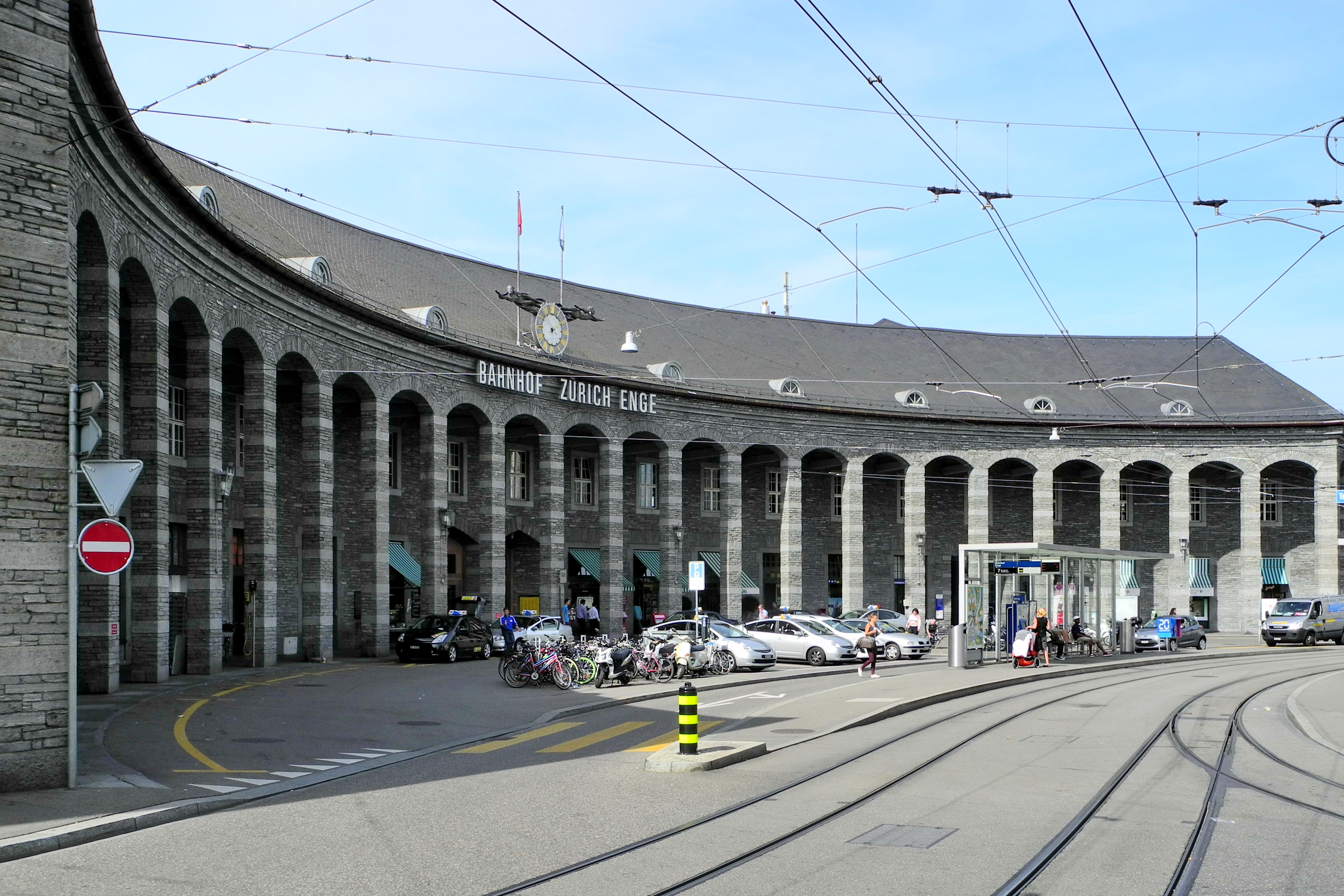
Bahnhof Enge, Zürich (1925–1927)

## Leben und Ausbildung
Otto und Werner Pfister waren Söhne des Volksschullehrers Jakob Pfister (* 1849, † 1927) und seiner Frau Lina Pfister-Hotz (* 1857, † 1926). 1885 zog die Familie von Fällanden nach Zürich um.

### Otto Pfister
Otto Pfister besuchte die Sekundarschule und schloss nachher eine Maurerlehre ab. Von 1899 bis 1901 absolvierte er die Klasse der Bautechniker am Technikum Winterthur. Nach mehreren Stellen bei Baufirmen war er Fachhörer an der ETH Zürich, wo er bei Alfred Friedrich Bluntschli, Gustav Gull und Karl Moser studierte. Nach den Studien am Polytechnikum ging Otto Pfister nach Karlsruhe, wo er von 1904 bis 1906 beim Architekturbüro Curjel & Moser arbeitete.
1908 heiratete Otto Pfister Anna Magda Sulzberger (1886–1969). Der Ehe entsprossen eine Tochter und drei Söhne. Die Familie lebte mit den Schwiegereltern von Otto Pfister in einer Lebens- und Arbeitsgemeinschaft dreissig Jahre zusammen. Otto Pfister verstarb am 7. Mai 1959.

### Werner Pfister
Werner Pfister besuchte die Zeichenlehrerklasse der Kunstgewerbeschule Zürich, die er jedoch abbrach, weil er von der Ausbildung nicht überzeugt war. Nach Absolvieren eines einjährigen Praktikums als Maurer, zu dem er von seinem Bruder überredet wurde, besuchte er von 1899 bis 1902 am Technikum Winterthur die Bautechniker-Klasse. Dort wurde er von Robert Rittmeyer unterrichtet. 1905 zog Werner Pfister ebenfalls nach Karlsruhe, nachdem ihm sein Bruder Otto eine Stelle bei Hermann Billing vermittelt hatte.
Werner Pfister blieb unverheiratet. Er verstarb am 11. Februar 1950.

## Gemeinsames Architekturbüro
Nach ihrer Rückkehr aus Karlsruhe gründeten die Brüder 1907 ihr eigenes Architekturbüro. Dieser Schritt erfolgte, nachdem sie erste Wettbewerbserfolge verzeichnen konnten und einen Auftrag für einen Wohnhausblock in Zürich erhielten. Otto und Werner Pfister pflegten eine gewisse Arbeitsteilung, die sich durch die unterschiedlichen Talente ergab: Ersterer erstellte mehrheitlich die Ideenskizzen, Bruder Werner bearbeitete die Ausführungen. Die Mitarbeiter des Architekturbüros hatten ein starkes Mitspracherecht bei den erarbeiteten Lösungen. Zwischen 1907 und den 1940er Jahren realisierten die Gebrüder Pfister eine Vielzahl von Bauten in der Stadt Zürich wie auch in anderen Kantonen. In den Krisenjahren der Vierziger mussten sie die Mehrheit der Angestellten entlassen und gaben dabei – auch bedingt durch ihr Alter – mehr Kompetenzen an Kurt und Hans, zwei der Söhne von Otto Pfister, ab. Das Architekturbüro war bis 1950, dem Todesjahr von Werner Pfister, sehr erfolgreich.

## Stilistische Einordnung

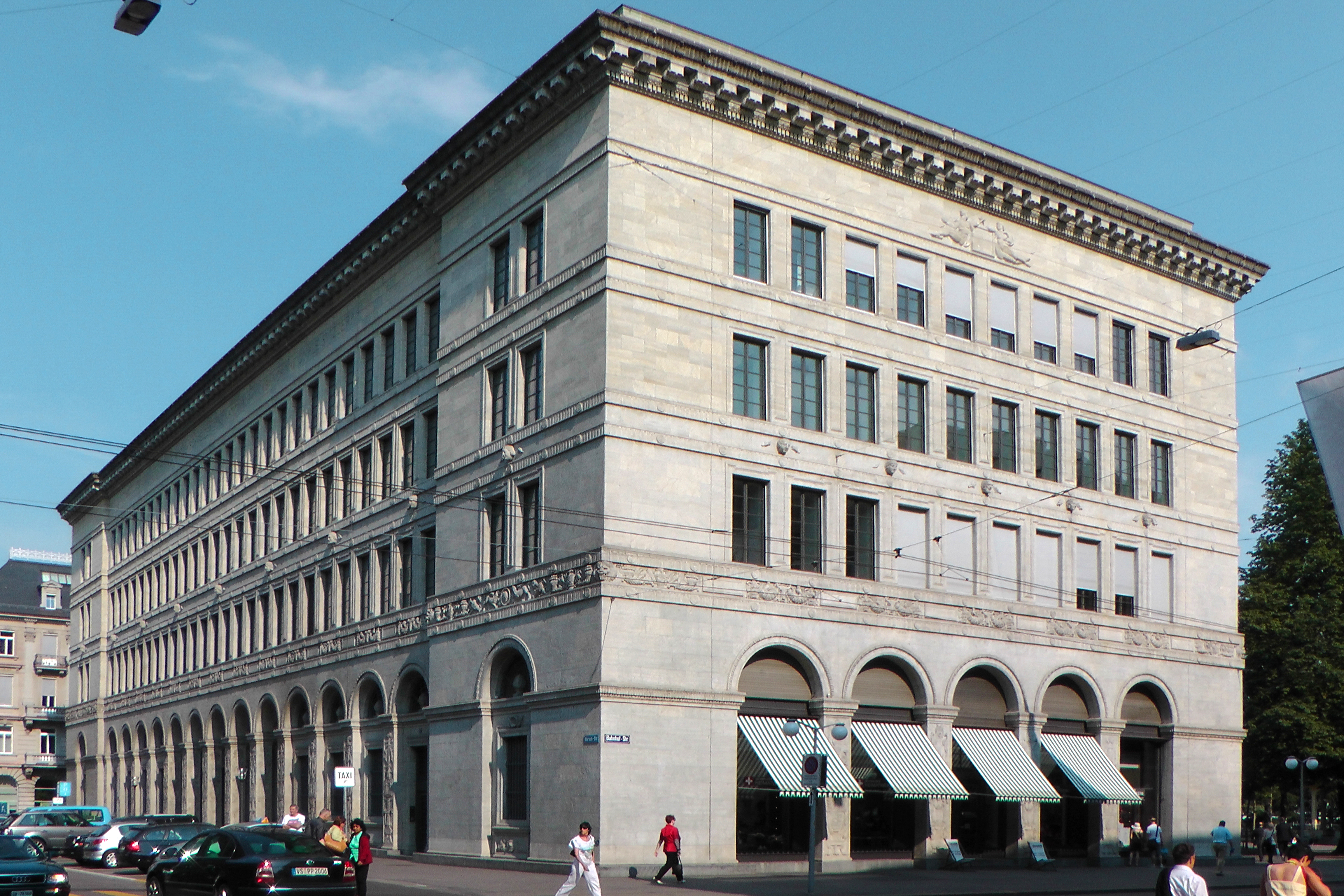
Schweizerische Nationalbank, Zürich (1919–1922)

Die Gebrüder Pfister hinterliessen ein umfangreiches Werk, das sich von Ein- und Mehrfamilienhäusern, Schulhäusern, Spitälern, Warenhäusern, Verwaltungsgebäuden bis hin zu Kraftwerken und Brücken erstreckt. Alleine die Vielzahl und Unterschiedlichkeit der in Angriff genommenen Projekte macht eine Einordnung schwierig, dies umso mehr, als sich ihre Arbeit über mehrere Jahrzehnte erstreckt. Bis in die 1920er Jahre lässt sich das Werk der Gebrüder Pfister der nationalen Romantik zuordnen, welche die heimische schweizerische Bauweise und den Jugendstil in sich vereinigt. Exemplarisch für diese Stil- und Schaffensphase sind die Geschäftshäuser Peter- und Leuenhof. Später wandten sich die Gebrüder Pfister über klassizistische Bauformen (beispielhaft das Gebäude der Nationalbank in Zürich) der Neuen Sachlichkeit zu. Ab den 1930er Jahren nimmt die Versachlichung der erarbeiten Projekte weiter zu, womit sich die Gebrüder Pfister einer moderaten Moderne näherten. Bezeichnend für diesen Stil ist eine neue Tradition des technischen Bauens, wobei die Elemente des Neuen Bauens nur punktuell aufgenommen werden. Verhaltenheit, Anpassung und Ambivalenz sind dabei nicht nur typische Züge für das Bauen der Gebrüder Pfister, sondern charakteristisch für die damalige Zürcher Architekturlandschaft. So konnte sich denn auch die radikale Moderne in der Stadt Zürich nur wenig ausbreiten, was auch der dem Neuen und Ungewohnten ablehnend gegenüberstehenden, den traditionellen Wertvorstellungen und traditioneller Sicherheit hingegen zugewandten Bevölkerung zuzuschreiben ist. Die Gebrüder Pfister, die noch im vergangenen 19. Jahrhundert geboren wurden, fühlten sich keiner Ideologie verpflichtet, sondern waren Pragmatiker mit einer unspektakulären, soliden und gediegenen Bauweise und provozierten nicht mit extremen Lösungen.

## Bedeutung und Kritik

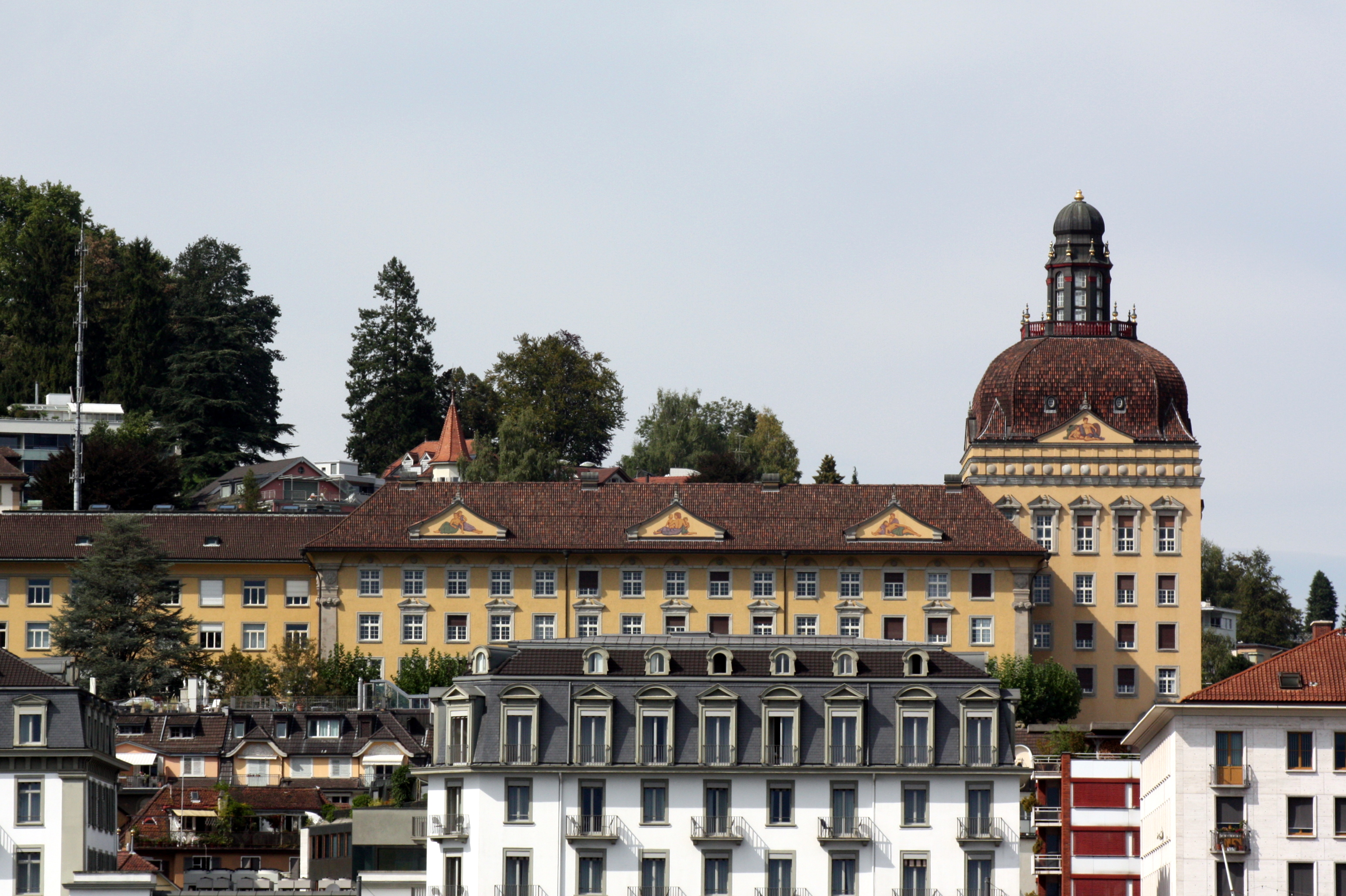
SUVA-Gebäude, Luzern (1914–1915)

Die zeitgenössische Architekturkritik kam zu keinem endgültigen Ergebnis: Die Kritik reichte einerseits von «die bedeutendsten Privatarchitekten Zürichs in der ersten Hälfte dieses Jahrhunderts» und «Urheber von Bauten von durchwegs hoher Qualität», wie am 13. Februar 1960 in der NZZ die Einschätzung von Peter Meyer lautete. Karl Moser andererseits schrieb in einem Brief an Le Corbusier, dass sich das Werk der Gebrüder Pfister in einer «médiocrité et insuffisance», also einer Durchschnittlichkeit und Unzulänglichkeit, erschöpfe.
Obwohl die Gebrüder Pfister viele bedeutende Bauten und Zürcher Markenzeichen (wie z. B. die Walchehäuser der Kantonalen Verwaltung und den Bahnhof Zürich Enge) projektiert hatten, fehlte bis ins neue Jahrtausend eine entsprechende Aufarbeitung in der Architekturgeschichtsschreibung. Dies mag daran liegen, dass Protagonisten des Neuen Bauens (wie z. B. Otto Rudolf Salvisberg, Hans Bernoulli, Lux Guyer) gegenüber den Vertretern einer eher traditionellen Bauweise bevorzugt wurden. Erst ab ca. 1980 wird massiv und solid ausgeführten Bauten, die sich nicht dem Modernismus und damit nicht nach den Grundsätzen der Sachlichkeit und des Funktionalismus verpflichtet fühlen, wieder mehr Wertschätzung entgegengebracht.

## Bund Schweizer Architekten
Die Gebrüder Pfister waren 1908 Gründungsmitglieder des Bundes Schweizer Architekten (BSA).

## Bauten (Auswahl)

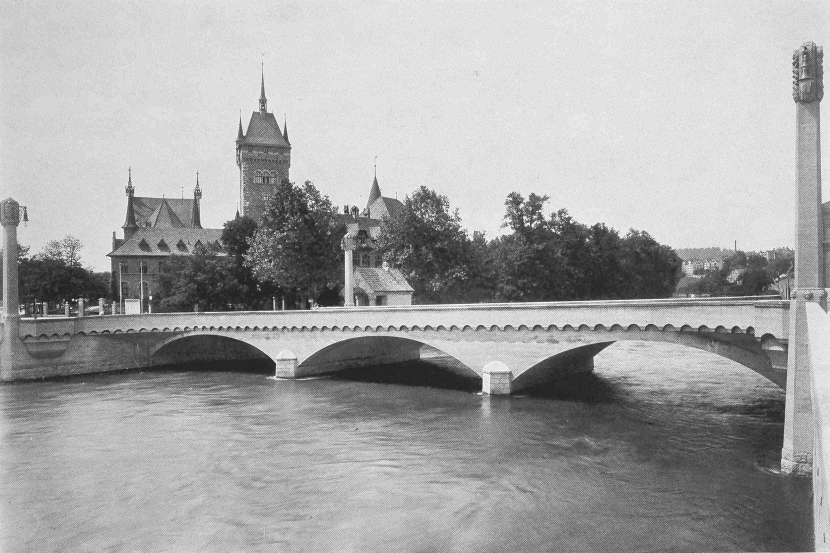
Walchebrücke (1911–1913)

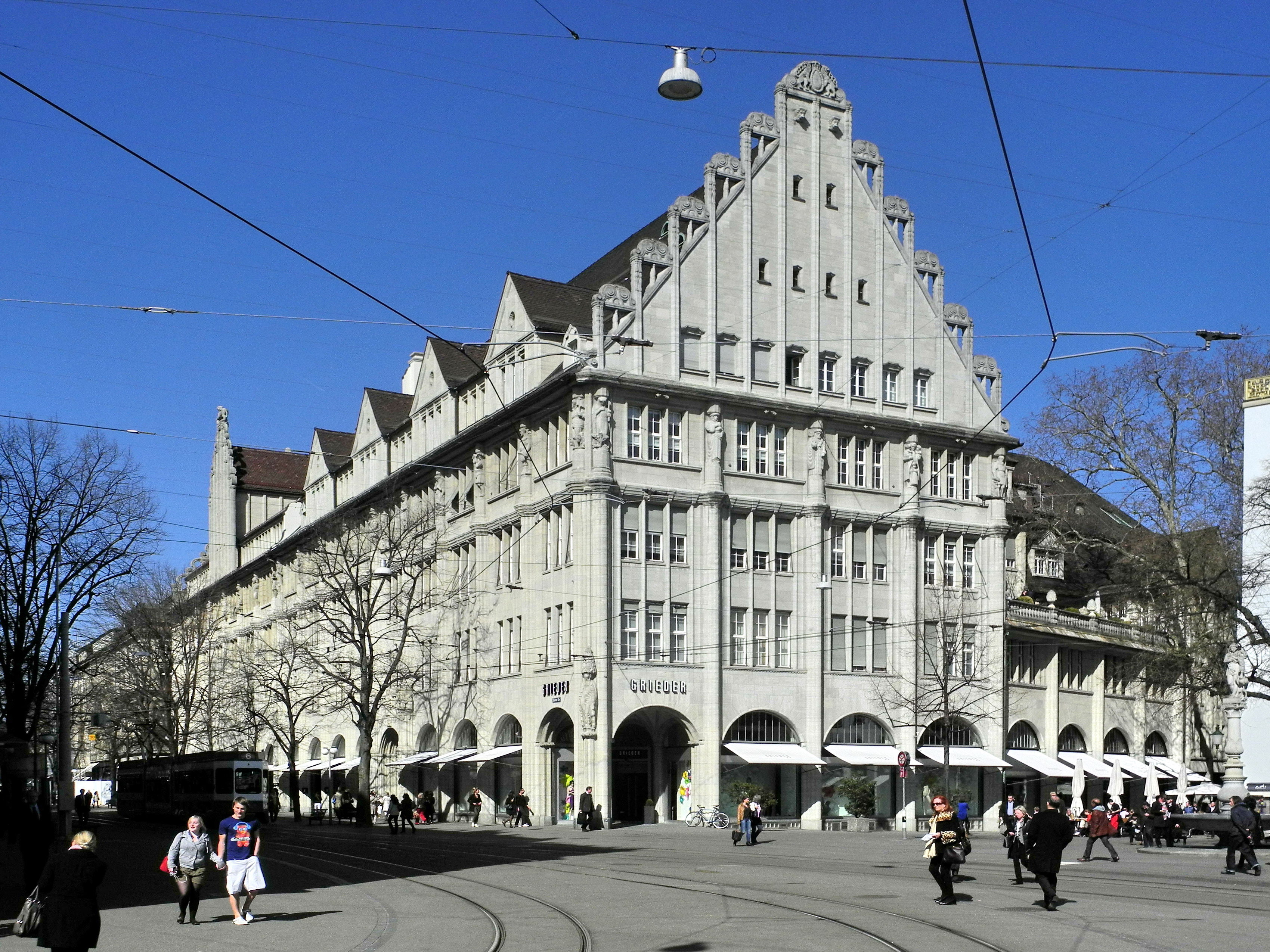
Peterhof und Leuenhof, Zürich (1912–1914)

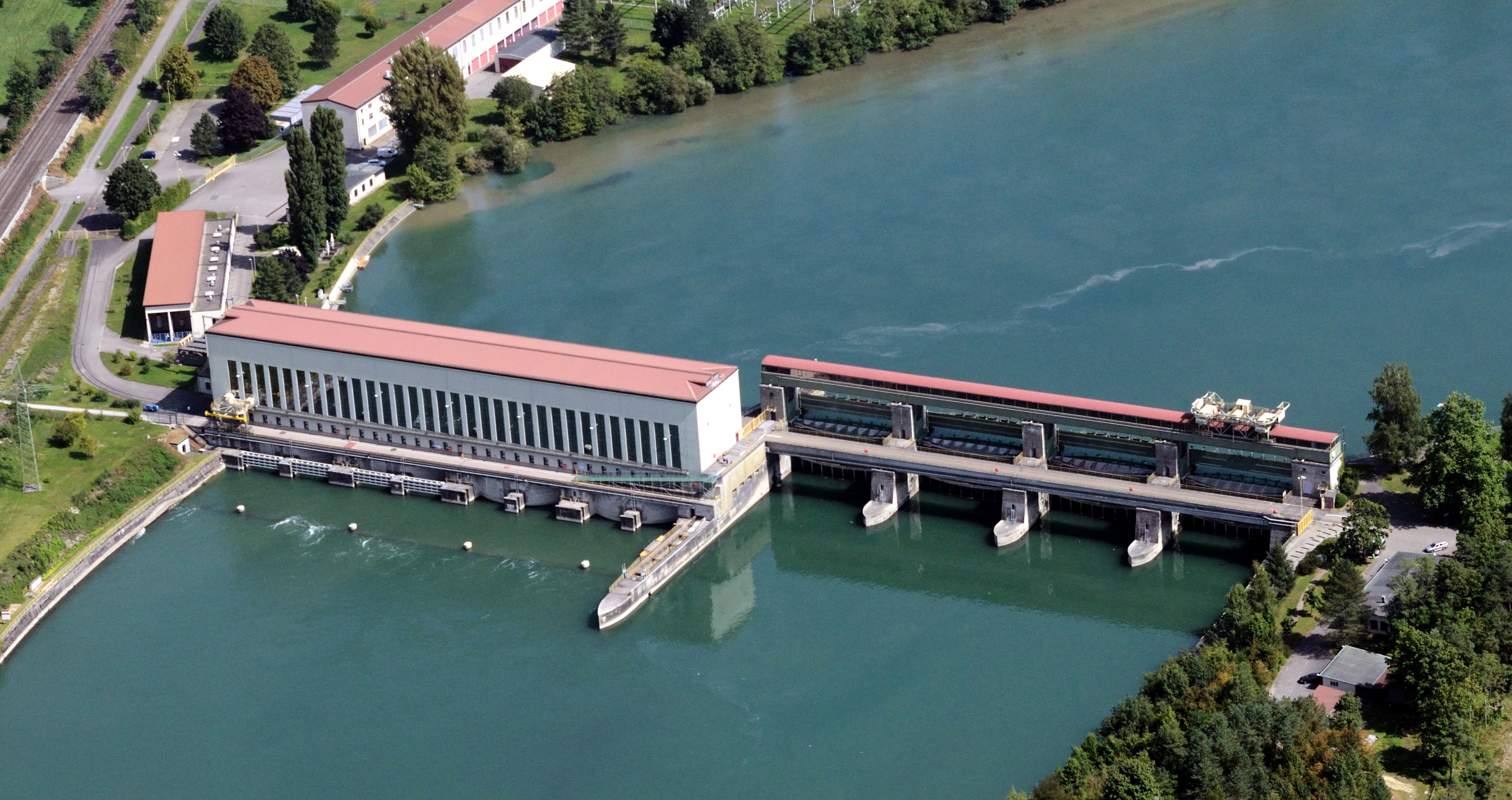
Kraftwerkanlage Ryburg-Schwörstadt (1927–1930)

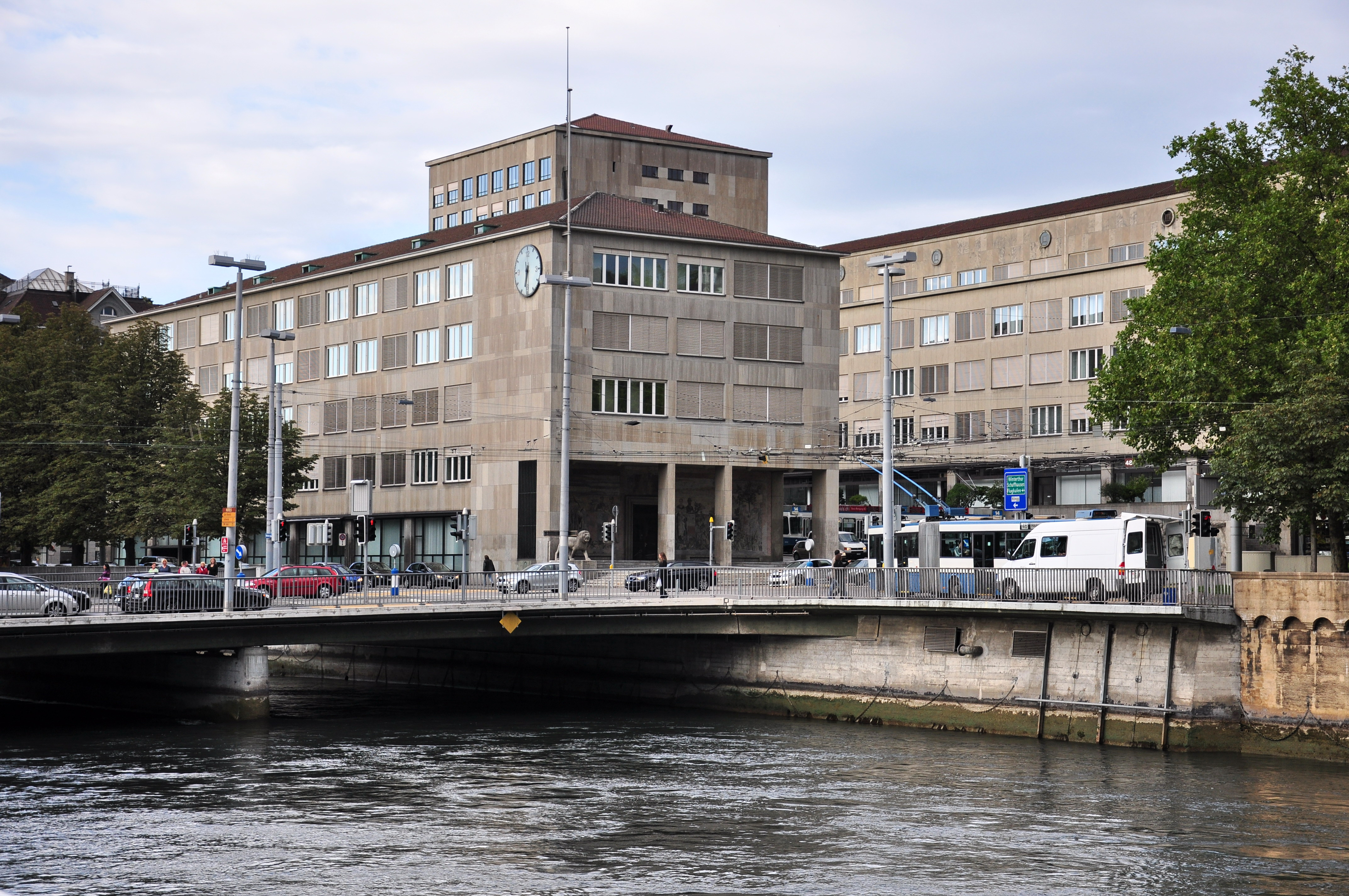
Kantonale Verwaltung Zürich (1933–1935)

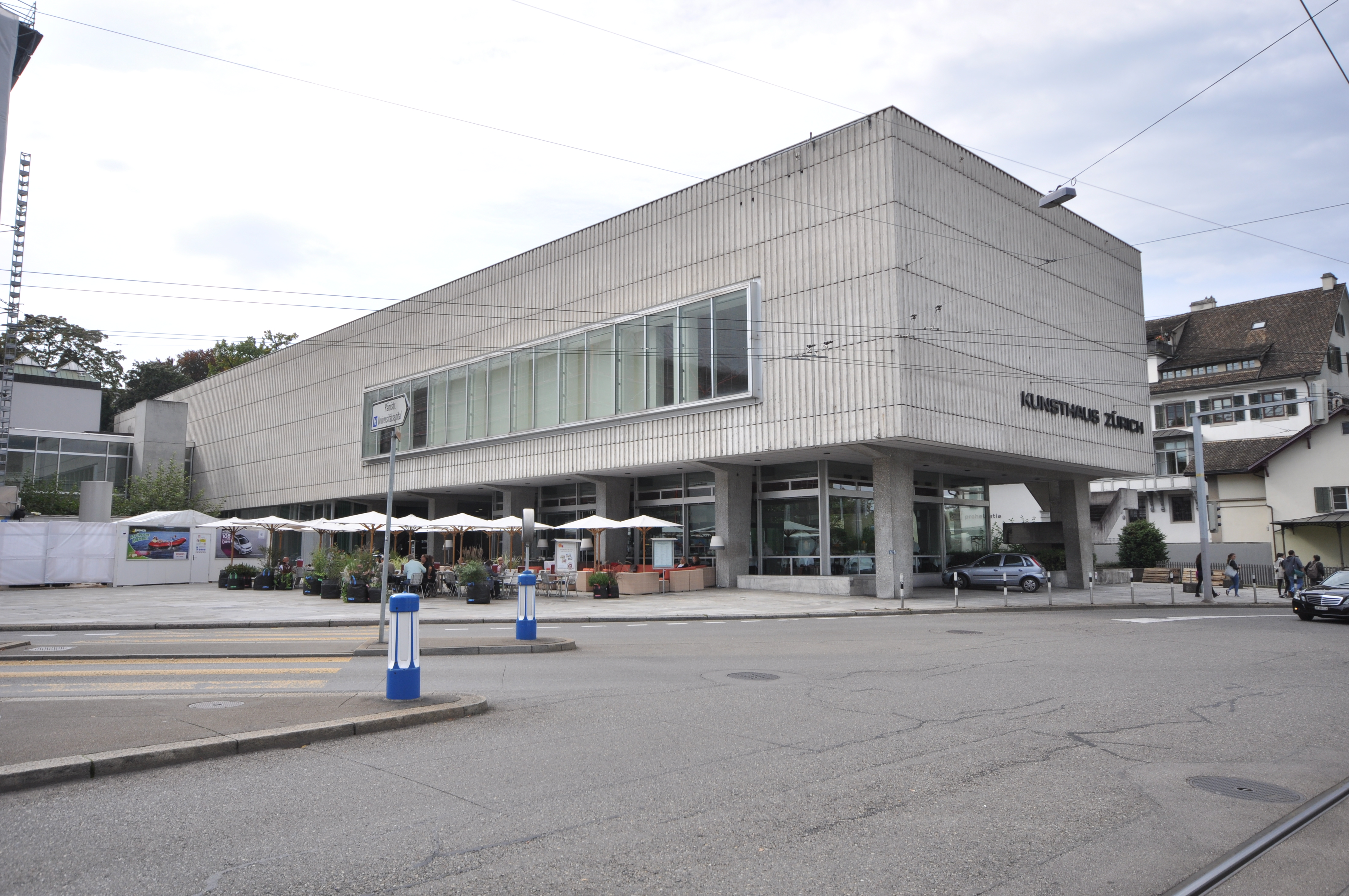
Bührlesaal, zweiter Erweiterungsbau des Kunsthauses Zürich, eröffnet 1958

- Gartenstadtsiedlung «Bergheim», Bergheim-/Witikonerstrasse, Zürich-Hirslanden, 1908–1909
- Schulhäuser Limmatstrasse, Zürich-Altstetten, 1909–1911
- Gartenstadt «Im Kapf», Kapfstrasse, Zürich-Hirslanden, 1910–1911
- Walchebrücke, Zürich, 1911–1913
- Geschäftshäuser St. Annahof, Peterhof (sog. «Griederhaus») und Leuenhof, Bahnhofstrasse/Paradeplatz, Zürich, 1912–1914
- SUVA-Gebäude, Fluhmattstrasse, Luzern, 1914–1915
- Kraftwerk Eglisau-Glattfelden, Glattfelden, 1915–1920
- Sitz der Schweizerischen Nationalbank, Börsenstrasse, Zürich, 1919–1922
- Unterwerk NOK Töss II Winterthur-Töss, 1925–1926 (abgebrochen im Jahr 1989)
- Bahnhof Zürich Enge, Tessinerplatz, Zürich-Enge, 1925–1927
- Kantonsschule Winterthur «Im Lee», Rychenbergstrasse, Winterthur, 1926–1928
- Kraftwerkanlage des Rheinkraftwerks Ryburg-Schwörstadt, 1927–1930
- Geschäfts- und Lagerhäuser der Sanitas AG, Limmatplatz/Kornhausbrücke, Zürich, 1930
- Hochalpine Forschungsstation Jungfraujoch, 1930–1931
- Um- und Neubau des Hauptsitzes der Schweizerischen Kreditanstalt, Bahnhofstrasse/Paradeplatz, Zürich, 1913–1933
- Limmatkraftwerk (Wehranlage, Maschinenhaus, Werksiedlung) des Stausees Wettingen, Wettingen, 1930–1933
- Kranken- und Diakonissenanstalt Neumünster, Zollikerberg, Zollikon, 1931–1933
- Erweiterungs- und Neubau der Schweizerischen Pflegerinnenschule mit Frauenspital, Carmenstrasse, Zürich-Hottingen, 1933–1934
- Kantonale Verwaltung Walche, Walcheplatz/Neumühlequai, Zürich, 1933–1935
- Umbau Quaibrücke, Zürich, 1938–1939
- Villa Nager, In der Hinterzelg, Itschnach bei Küsnacht, 1937–1940
- Verwaltungsgebäude der Schweizerischen Lebensversicherungs- und Rentenanstalt, General-Guisan-Quai/General-Wille-Strasse, Zürich-Enge, 1937–1940
- Bürohaus Baufirma Hatt-Haller «Zum Grünegg», Bärengasse, Zürich, 1947–1948
- Kraftwerk Tiefencastel (Wehr, Maschinenhalle, Wohnsiedlung, zwei Zentralen), Tiefencastel, 1945–1949
- Zentralbibliothek Solothurn, Umbau des Patrizierpalais und Erweiterung, Bielstr. 39, Solothurn, 1956–1958

## Andere Arbeiten
- Mitarbeit an der Gestaltung der Wagen der Autobuslinie der Stadt Zürich, 1927
- Innenausstattung der Tram-Motorwagen Typ «Elefant» für die Zürcher Strassenbahn (Verkehrsbetriebe Zürich), 1930
- Gestaltung des Innenraums der Speisewagen der SBB und der Rhätischen Bahn (RhB), 1943–1944

## Bekannte Mitarbeiter des Architekturbüros (Auswahl)
- Alfred Altherr
- Max Kopp
- Emil Roth
- Albert Maurer
- Hermann Schürch
- Hans Vogelsanger
- Bruno Witschi